# ديفيد دونالدسون
ديفيد دونالدسون (بالإنجليزية: David Donaldson)‏ هو ملحن نيوزيلندي، ولد في 1960 في نيوزيلندا.

## وصلات خارجية
- ديفيد دونالدسون على موقع IMDb (الإنجليزية)
- ديفيد دونالدسون على موقع ميوزك برينز (الإنجليزية)
- ديفيد دونالدسون على موقع قاعدة بيانات الفيلم (الإنجليزية)